# Большие Мамыши
Больши́е Ма́мыши (чув. Мăн Мамăш) — деревня в Чебоксарском районе Чувашской Республики. Входит в состав Янышского сельского поселения.

## География
Находится в северной части Чувашии на расстоянии приблизительно 20 км на запад-юго-запад по прямой от районного центра поселка Кугеси.

## История
Известна с XVII века, упоминается с 1763 года, когда здесь было учтено 248 жителей мужского пола. В 1795 (с двумя выселками) — 98 дворов, 594 жителя, в 1859 — 73 двора, 354 жителя, в 1906 — 76 дворов, 386 жителей, в 1926 — 92 двора, 408 жителей, в 1939—441 житель, в 1979—272. В 2002 году было 73 двора, в 2010 — 71 домохозяйство. В период коллективизации был образован колхоз им. Будённого, в 2010 году работало ЗАО «Прогресс».

## Население
Постоянное население составляло 208 человек (чуваши 100 %) в 2002 году, 219 в 2010.